# GuaSha (masaż)
Ten artykuł opisuje teorie, metody lub czynności niezgodne ze współczesną wiedzą medyczną.
GuaSha (chiń. 刮痧) – masaż leczniczy wykonywany za pomocą kamienia, który obejmuje swoim zakresem działania całe ciało. Jest to technika masażu z wykorzystaniem kamienia naturalnego (jadeitu) bądź zwierzęcych rogów.  
Jest to najstarsza i najrzadsza technika masażu, która polega na pocieraniu, skrobaniu („gua”) ciała specjalnym kamieniem aż do wystąpienia czerwonej wysypki, zaczerwienienia skóry, krwawych wybroczyn utrzymujących się na skórze nawet kilka dni („sha”). Masaż ten jest kilkakrotnie skuteczniejszy od konwencjonalnych masaży kamieniami. Jest on wykorzystywany w tradycyjnej medycynie chińskiej i do tej pory sposób jego wykonywania utrzymywany jest w tajemnicy. 
W świecie medycznym uznawana za praktyki pseudomedeczne bez znaczących dowodów świadczących o pozytywnym działaniu.

## Efekty masażu GuaSha
Głównymi efektami masażu są:
- wygładzenie i zniknięcie rozstępów i blizn poporodowych na skórze
- zmniejszenie podatności na stres
- zmniejszenie lub całkowity zanik bólów głowy i mięśni
- zwiększona sprężystość i elastyczność skóry
- lepszy przepływ limfy
- zwiększony tonus mięśniowy, redukcja zmęczenia mięśni
- wzmożona praca gruczołów łojowych i potowych, wydalenie toksyn
- poprawa procesów metabolicznych w organizmie
- poprawa krążenia[4]
- przywrócenie równowagi przepływu energii
- poprawa mikro krążenia w organizmie
- całkowita detoksykacja organizmu
- osiągnięcie efektu mocnego drenażu limfatycznego
- przywrócenie równowagi energetycznej ciała
- przyspieszenie przemiany materii i normalizacja masy ciała
- zwiększenie odporności
- uruchomienie procesów regeneracji wszystkich układów organizmu
- redukcja cellulitu

Masaż GuaSha stosowany jest w leczeniu bezsenności, a także w profilaktyce wszystkich typów nowotworów oraz chorób przewlekłych. Bianterapia umożliwia zdiagnozowanie stanu zdrowia oraz wcześniejsze ujawnienie procesów patologicznych.

## Zasada działania masażu GuaSha
„Skrobanie” ciała usprawnia mikrokrążenie krwi, dzięki temu jest skutecznym środkiem profilaktycznym i wspomagającym w leczeniu wielu chorób związanych z zaburzeniami mikrokrążenia, m.in. chorób układu sercowo-naczyniowego, chorób naczyń krwionośnych mózgu, reumatoidalnego zapalenia stawów, cukrzycy, obrzęków, nadciśnienia tętniczego. Usprawnia przemianę materii w organizmie, zmniejsza zmęczenie, przywraca siły witalne, sprzyja gromadzeniu i zatrzymaniu ciepła, zwiększa aktywność komórek i odporność organizmu, otwiera kanały energetyczne, zmniejsza bóle i obrzęki, ma działanie bakteriobójcze i przeciwzapalne.  
GuaSha pomaga w kuracji chorób narządów wewnętrznych, może przyspieszyć gojenie ran i odnowę organizmu. Efekt działania jest wielokrotnie mocniejszy poprzez wykorzystanie w trakcie masażu oleju przygotowanego według sekretnej receptury wschodniej.  
W skład chemiczny kamienia wchodzi ponad trzydzieści pierwiastków, a zastosowany olej zawiera witaminy i ponad czterdzieści mikroelementów. Wszystkie te przydatne i niezbędne dla człowieka elementy dostają się do organizmu przez skórę w trakcie pocierania kamieniem. Kamień poprzez tarcie o cienką warstwę oleju na ciele wytwarza impulsy elektryczne, elektromagnetyczne i ultradźwiękowe, powodując działanie uzdrawiające, odmładzające oraz oczyszczające skórę i całe ciało. Zasada działania bianterapii oparta jest na teoriach tradycyjnej medycyny chińskiej: litoterapii, akupunktury, akupresury, masażu chińskiego i fototerapii. 

## Pochodzenie masażu GuaSha
Technika skrobania skóry w celach leczniczych i profilaktycznych jest w kulturze dalekowschodniej przekazywana z pokolenia na pokolenie, nie zawsze ze świadomością, jak to dokładnie działa. Historia tej metody jest ściśle związana z rozwojem chińskiej filozofii i medycyny. Opiera się na wierze w zachowanie równowagi między elementami yin i yang, znajdującymi się w ciele ludzkim, których zachwianie objawia się stanami chorobowymi w organizmie. Zabieg GuaSha oczyszcza meridiany w celu usprawnienia i odblokowania przepływu życiowej energi (qi), co prowadzi do wyrównania homeostazy. W kontekście rozwoju medycyny dalekowschodniej metoda GuaSha pozostawała raczej w cieniu. Mimo braku wzmianek w literaturze technika ta była szeroko stosowana w całej Azji Południowo-Wschodniej, szczególnie w Wietnamie (Cạo gió). Stosowana nie przez zawodowych medyków, lecz przez zwykłych ludzi. 
W końcu XX wieku terapia GuaSha zyskała na popularności w Chinach dzięki grupie lekarzy z Tajwanu. W rezultacie profesor Zhang Xiuqii opracowała syntezę teorii mikrosystemów, kanałów i GuaSha, którą nazwała „holograficzne meridianowe GuaSha”. Zapoczątkowało to prowadzone przez Chińczyków badania nad wpływem GuaSha na ludzki organizm, kontynuowany do dzisiaj.